# ひかりのまち (漫画)
『ひかりのまち』は、浅野いにおによる日本の漫画。2004年から2005年にかけて『サンデーGX』（小学館）で不定期連載された。

## 概要
前作「素素晴らしい世界」に続く連作短編シリーズの第二段で、物語が進行するに連れて登場人物同士の関わりが深まっていく。東京郊外の広陵に開発された巨大な新興住宅地、通称「ひかりのまち」を舞台にした物語。

## 登場人物
サトウ タイキ
5歳の幼児。星座はさそり座。血液型はAB型。生意気な口調で、死生についての独自の哲学を持っている。
幼稚園教諭のカオリの元交際者の生まれ変わりで、前世の記憶を持っているが、詳細は不明。
野津
さよと共にひかりのまちへ部屋を見にやってきた男性。漫画家。
さよ
野津と交際しているショートヘアの女性。
長谷川 助（はせがわ たすく）
ひかりのまちで父親と二人暮らしをしている小学生。自殺の見届け屋で金を稼いでいて、自殺者の携帯電話を自分の部屋に保管している。ハル子のことを気にかけている。
柿澤 ハル子（かきざわ ハルこ）
16歳の少女。長谷川家の向かいの棟に住んでいる。高校には通っておらず、毎日のようにバスストップで座りこんでいる。二年前に芳一につけられた複数の刺傷が残っている。
西山
金髪でギャル風の高校生女子。友人からはニシマリと呼ばれている。高校卒業後は服飾の専門学校への進学を希望している。
東
セミロングヘアの高校生女子。西山よりも頭一つ分背が高い。成績優秀で運動能力も高い優等生。父親は街外れの薬品工場のトップ。追試で一緒になった西山に「世界はいつか終わる」と唐突に告げ，UFOや幽霊と話したことがあると語っている。
伊藤 芳一（いとう ほういち）
細目で常に笑みを浮かべている男。額に第三の目のような丸い痣がある。ひかりのまちが開発される以前に存在した「朝日村」の出身。金を稼いでひかりのまちの土地を買い戻す野望を持っている。言動が荒っぽく、サトシに対して日常的に軽度の暴力を振るっている。
サトシ
元医大生の青年。現在はアルバイトで金を稼いでいる。ひかりのまちから来るまで10分程の場所にある借家で、芳一と桃子と三人で共同生活を送っている。
桃子
芳一とサトシが二人で育てている幼女。母親は水商売風の女で、桃子を芳一とサトシに預けて失踪した。5年以上二人に育てられているが、未だに言葉を覚えられていない。

## 各話リスト
プロローグ/BIRTHDAY SONG
第1話/キラキラ星はどこへゆく
ひかりのまちへ部屋を見にやってきた野津とさよのカップルは、昼間から街を歩く女子高生を不思議に思い、取材と称して追跡する。その最中、さよは野津に妊娠を告白するが、その直後、二人が追跡していた女子高生がマンションの屋上から飛び降りた現場を目撃する。
第2話/バスストップ
小学生のタスクは学校をサボり、自殺の見届け屋をして金を稼いでいた。タスクは二年前にストーカー行為の被害に遭ったハル子のことを気にかけていた。タスクはある日の夜、自販機の前で拳銃自殺を図っていた男と遭遇する。男は不倫相手と自分の妻を殺害したことを語り、言い訳ばかりする男に腹を立て、タスクは男を射殺してしまう。直後に男の携帯電話を確認し、男がハル子の父親であることを知る。数日後、タスクの前にハル子に二年前に重傷を負わせた三つ目の男、芳一が現れる。
第3話/hPa
追試の問題に悩む西山は、同じ教室で追試を受けていた東に「世界はいつか終わるんだって、UFOさんが教えてくれたの」と唐突に話しかけられる。東の不思議な態度に腹を立てた西山は、追試をサボってそのUFOさんのところへ連れて行けと持ちかける。
第4話/HOME
金稼ぎのために犯罪に手を染める芳一は、元医大生のサトシと、自分が拾った水商売風の女が残していった子供、桃子と三人で共同生活を送っていた。金を稼いでひかりのまちの土地を買い戻そうとする芳一は、莫大な金を得るために、薬品工場の社長を誘拐することを仲間と共に計画する。
エピローグ/REBIRTHDAY SONG

## 書誌情報
- 浅野いにお『ひかりのまち』小学館〈サンデーGXコミックス〉、全1巻
  1. 2005年6月22日発行（2005年6月17日発売[1]）、ISBN 4-09-157213-8